# 호러스 실버

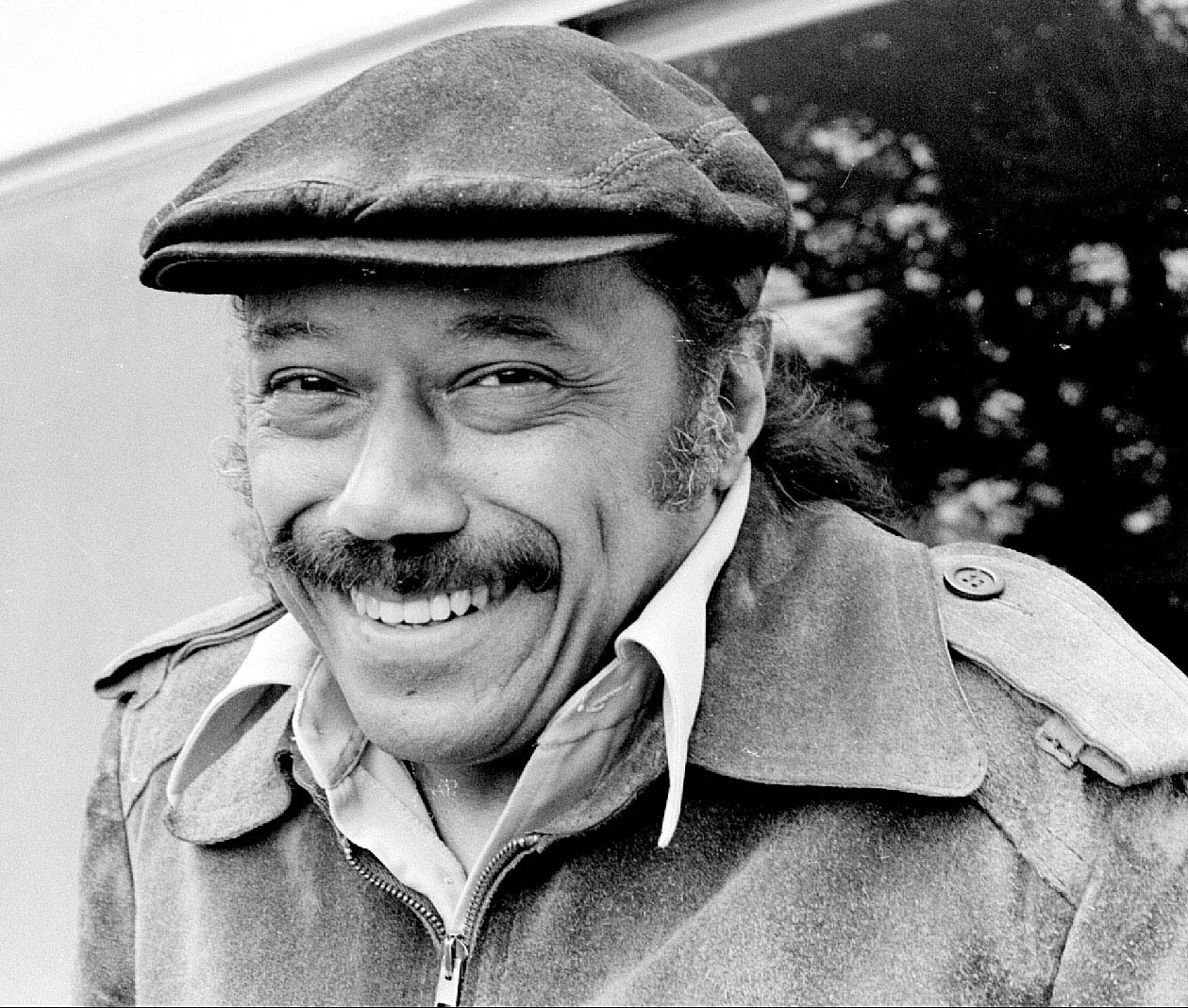
호러스 실버

호러스 실버(Horace Silver, 1928년 9월 2일 ~ 2014년 6월 18일)는 미국의 재즈 피아니스트이다.
펑키파(funky派)의 대표적 피아니스트로서 캄보 리더. 물론 버드 파우웰의 영향 아래 자란 사람이나 멜로디를 만드는 솜씨가 훌륭하고 보다 흑인적이며 블루지한 뉘앙스를 지녔다. '재즈 메신저스'의 초대 피아니스트로서 메신저스의 특징인 펑키한 스타일은 그가 남겨 놓은 공적이다. 그 후로는 자기가 창설한 캄보에서 활약하였다. 1996년도에 버클리 음악 대학에서 명예 박사 학위를 수여받았다.